# Physotarsus montezuma
Physotarsus montezuma är en stekelart som först beskrevs av Cameron 1886.  Physotarsus montezuma ingår i släktet Physotarsus och familjen brokparasitsteklar. Inga underarter finns listade i Catalogue of Life.